# Храстова катерица на Александър
Храстовата катерица на Александър (Paraxerus alexandri) е вид бозайник от семейство Катерицови (Sciuridae).

## Разпространение
Видът е разпространен в Демократична република Конго и Уганда.